# ریکاردو بیتانکورت
ریکاردو بیتانکورت (اسپانیایی: Ricardo Bitancort‎; ۲۱ آوریل ۱۹۷۲ – ۱ مارس ۲۰۰۲) بازیکن فوتبال اهل اروگوئه بود.
از باشگاه‌هایی که در آن بازی کرده‌است می‌توان به باشگاه فوتبال دانوبیو، باشگاه فوتبال ریور پلاته، باشگاه فوتبال ناسیونال اروگوئه، و تیم ملی فوتبال اروگوئه اشاره کرد.
وی همچنین در تیم ملی فوتبال Uruguay بازی کرده‌است.